# Pogrom d'Aden
Le pogrom d'Aden est une émeute antisémite ayant fait 82 morts dans la communauté juive de la ville d'Aden, qui fait alors partie du Protectorat britannique d'Aden, en décembre 1947.
Il s'agit d'une des plus violentes attaques contemporaines contre les Juifs Mizrahim avec le Farhoud de 1941 en Irak.
En mai 1932 avaient eu lieu d'autres émeutes contre les Juifs d'Aden faisant une soixantaine de blessés dont 25 Juifs et où la synagogue locale fut en partie détruite.

## Déroulement
Les évènements ont lieu en décembre 1947, peu après le vote de l'Organisation des Nations unies sur le plan de partage de la Palestine, quand de nombreuses manifestations se tiennent dans le monde arabe.
Le 2 décembre, une grève de "solidarité" de trois jours fut décrétée par les Arabes de la ville en protestation contre la décision de l'ONU.
Peu après le début des manifestations, les violences contre la communauté juive locale commencent lorsque les manifestants convergent vers le quartier juif de la vieille ville d'Aden.
Cela débute par des jets de pierres et de bouteilles puis la situation s'aggrave lorsque des magasins appartenant à des juifs sont détruits et pillés.
C'est au second jour de ces manifestations que des coups de feu sont tirés.
Le contrôle militaire est déclaré lorsque la crise excède les capacités de la police locale et une force de 1 800 membres de l'Aden Protectorate Levies (en) du Protectorat d'Aden est dépêchée. Il s'agit de militaires recrutés dans la population locale, formés et armés par les Britanniques.
Plusieurs navires britanniques patrouillant dans la zone du canal de Suez sont également ramenés sur place afin de porter assistance aux autorités locales.
Les principales émeutes se déroulent en trois endroits :
- dans la vieille ville d'Aden, "le Cratère" où un couvre-feu est instauré sans succès. L'unité de militaires locaux des Levies démontre son inefficacité et certaines victimes innocentes sont tuées par cette force. A Crater, 106 magasins juifs sont complètement pillés, huit partiellement (sur un total de 170), les deux écoles juives sont brûlées ainsi que 30 maisons et l'intégralité des automobiles appartenant à des membres de la communauté juive[3].
- Dans la zone portuaire de Tawahi, la plupart des Juifs sont évacués mais certains, dont la présence n'était pas connue de la police, sont tués.
- C'est également ce qui arrive dans le quartier appelé Sheikh Othman où un contingent militaire procède à l'évacuation de 750 Juifs mais où d'autres sont malgré tout assassinés. Dans ce quartier, 61 maisons sont endommagées et pillées ; 12 maisons, 5 magasins, une école, une synagogue et une distillerie, tous appartenant à des Juifs sont incendiées.

## Bilan
Au total, 82 Juifs, 33 Arabes, 4 Indiens et 1 Somalien périssent lors de ces événements. On dénombre également dans les blessés 76 Juifs ainsi que 87 Arabes.
Ces émeutes embarrassent le gouvernement britannique invitant les États arabes à protéger leurs citoyens juifs.
Les britanniques se plaignent du comportement des unités de levies qu'ils avaient formés et équipés. Certains étant sympathisants des émeutiers, neuf d'entre eux furent condamnés pour leur participation aux pillages.
Les dirigeants de la communauté juive saluent le rôle de certains Arabes et Indiens qui dans plusieurs cas ont protégé leurs voisins juifs. Ces émeutes entraînent peu de temps après, l'exode massif des Juifs yéménites vers l'étranger, principalement vers Israël lors de l'opération Tapis volant.